# Patrick Leonard (Musiker)

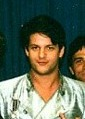
Patrick Leonard als Mitglied der Band von Madonna während der The Virgin Tour 1985

Patrick Raymond Leonard (* 14. März 1956 in Crystal Falls, Michigan) ist ein US-amerikanischer Songwriter, Keyboarder und Musikproduzent.

## Leben
Ende der 1970er wurde er Mitglied der Band Trillion, mit Dennis „Fergie“ Frederiksen als Leadsänger.
Leonard wurde ein erfolgreicher Musikproduzent und produzierte Titel für Pink Floyd, Roger Waters, Boz Scaggs, Deborah Blando, Peter Cetera, Bryan Ferry, Elton John, Anna Vissi, Jody Watley, Rod Stewart, Madonna, Blue October, Rachel Loy, Toy Matinee, Kevin Gilbert, Third Matinee, Leonard Cohen, Adam Cohen und Richard Page.
Im Jahr 1997 veröffentlichte Leonard das New-Age-Album Rivers bei seinem eigenen Plattenlabel Unitone. 2024 präsentierte er mit It All Comes Down To Mood ein Doppel-Album im Sinne des Artrock und Progressive Rock der 1970er Jahre.
Leonard war mit Olivia d’Abo verheiratet und hat eine Tochter namens Jessie (die das Lied Dear Jessie inspirierte) und zwei Söhne.

## Produktion
- Madonna – (Live to Tell, La Isla Bonita, Where’s the Party, Who’s That Girl, The Look of Love, Like a Prayer, Cherish, Till Death Do Us Part, Promise to Try, Dear Jessie, Oh Father, Hanky Panky, I'll Remember, Frozen, Beautiful Stranger, Nothing Really Matters, The Power of Good-Bye, Has to Be, Supernatural)
- Anna Vissi – (Apagorevmeno – schrieb und produzierte Lieder, darunter das Titellied)
- Jody Watley – Most of All
- Roger Waters – (co-produzierte das Album Amused to Death)
- Pink Floyd – Yet Another Movie
- Pat Monahan – Last of Seven
- Peter Cetera – One Good Woman
- Natalie Imbruglia – That Day
- David Darling – 96 Years
- Elton John – The Road to El Dorado (Produzent und Co-Autor von Someday Out of the Blue), Songs from the West Coast (Produzent)
- Leonard Cohen  – Going Home, Show me the place, Anyhow and Come Healing (aus dem Album Old Ideas)
- Adam Cohen – Album Like A Man